# Roman Dmítriev
Roman Dmítriev   (Bestiakhski nasleg, 7 de març de 1949 - Iakutsk, 11 de febrer de 2010) va ser un lluitador rus, que va competir sota bandera de la Unió Soviètica durant les dècades de 1960 i 1970.
El 1972 va prendre part en els Jocs Olímpics d'Estiu de Múnic, on guanyà la medalla d'or en la competició del pes mini mosca del programa lluita lliure. Quatre anys més tard, als Jocs de Montreal, guanyà la medalla de plata en la mateixa competició.
Entre el 1969 i el 1974 va guanyar quatre medalles als campionats del món, un d'or, dues de plata i una de bronze, així com dues medalles al Campionat d'Europa, una d'or i una de bronze, entre el 1969 i el 1981. A nivell nacional va guanyar els campionats soviètics el 1969, 1971, 1972, 1976, 1979 i 1981.
El 1981 es va retirar de les competicions per passar a ser entrenador dels equips de lluita  sènior i  juvenil soviètic. També va ocupar diversos càrrecs a la Federació de Lluita Russa. El 2008 va ser elegit membre de la Duma de la República de Sakhà. Va morir a Moscou el 2010.
El 2018 va ser inclòs al Saló de la Fama de la United World Wrestling.